# L'espia que em va plantar
L'espia que em va plantar (títol original en anglès, The Spy Who Dumped Me) és una pel·lícula estatunidenca de l'any 2018 dirigida per Susanna Fogel i amb guió de Susanna Fogel i David Iserson. És protagonitzada per Mila Kunis, Kate McKinnon, Justin Theroux i Sam Heughan. S'ha doblat i subtitulat al català.

## Sinopsi
L'Audrey i la Morgan són dues amigues que es veuen involucrades en una conspiració internacional quan una d'elles descobreix que el seu ex-xicot era en realitat un espia.

## Repartiment
- Mila Kunis com a Audrey.
- Kate McKinnon com a Morgan.
- Sam Heughan com a Sebastian Henshaw.
- Justin Theroux com a Drew Thayer.
- Gillian Anderson com a Wendy.
- Hasan Minhaj com a Duffer.
- Ivanna Sakhnò com a Nadedja.
- Fred Melamed com a Roger.
- Kev Adams com a Bitteauto Driver Lukas.
- Olafur Darri Olafsson com a Finnish Backpacker.
- Jane Curtin com a Carol.
- Paul Reiser com a Arnie.

## Producció
El rodatge es va iniciar a Budapest, Hongria, el juliol de 2017. També es van filmar escenes a Amsterdam pel setembre, i la filmació es va acabar aquest mateix mes.

## Estrena
L'espia que em va plantar es va estrenar al Regency Village Theater de Los Angeles el 25 de juliol de 2018. Havia de fer-se el llançament el 6 de juliol de 2018 però, després de fer moltes proves, es va posposar fins al 3 d'agost de 2018.
Va aparèixer en DVD i Blu-ray el 30 d’octubre de 2018, distribuïda per Lionsgate Home Entertainment.

## Recepció
L'espia que em va plantar va rebre comentaris generalment mixtes per part de la crítica i de l'audiència. A Rotten Tomatoes, la pel·lícula obtingué una valoració del 49%, basada en 172 ressenyes, amb una qualificació de 5.3/10, mentre que per part de l'audiència té una aprovació de 71%, basada en 2.262 vots, amb una qualificació de 3.8/5.
Metacritic li ha donat una puntuació de 52 sobre 100, basada en 43 opinions, indicant "ressenyes mixtes". Les audiències de Cinemascore li van donar una "B" en una escala des de A+ a F, mentre que a IMDb els usuaris li han donat una qualificació de 6.4/10, sobre la base de 10.289 vots. A FilmAffinity té una qualificació de 4.9/10, basada en 229 vots.